# زمین‌لرزه ۲۰۰۵ شیلی
زمین‌لرزه شیلی  در تاریخ ۱۳ ژوئن ۲۰۰۵ میلادی، برابر با ‎۲۳ خرداد ۱۳۸۴، ساعت ۲۲:۴۴:۳۳ به زمان یوتی‌سی در شیلی رخ داد. ژرفای این زلزله ۱۰۵٫۵ کیلومتر بود، و بزرگی آن ۷٫۸ در مقیاس Mw و بیشینهٔ شدت آن در مقیاس مرکالی VII (Very strong) اعلام شده‌است. زمین‌لرزه به وقت محلی در روز دوشنبه، ساعت ۱۸ روی داده و منطقه زمانی آن یوتی‌سی -۴ بوده‌است (با لحاظ تغییر ساعت تابستانی).
سازمان زمین‌شناسی آمریکا نیز رومرکز این زمین‌لرزه را در مختصات ۱۹°۵۹′۱۳″جنوبی ۶۹°۱۱′۴۹″غربی / ۱۹٫۹۸۷°جنوبی ۶۹٫۱۹۷°غربی و ژرفای آن را در ۱۱۵ کیلومتر گزارش کرده‌است. بزرگی برگزیدهٔ این سازمان از میان بزرگی‌های محاسبه‌شدهٔ مختلف ۷٫۸ در مقیاس Mw بوده و از دید اثر، در میان چهار دسته‌بندی «نامحسوس»، «محسوس»، «زیان‌آور» یا «با تلفات»، زلزله را «با تلفات» اعلام کرده‌است.۵۴۴ ساختمان در زمین‌لرزه خراب شده‌است.رانش زمین در آن به وجود آمده‌است.
پروژهٔ «تنسور گشتاور مرکزوار» زاویه‌های (راستا، شیب، ریک) گسل سازندهٔ زمین‌لرزه و صفحه عمود بر آن را (°۱۸۲، °۲۳، °۸۱-) یا (°۳۵۲، °۶۷، °۹۴-) و نوع گسل را «عادی» فرارسانده‌است.
شمار کشتگان زلزله حدود ۵ نفر بوده‌است.تعداد زخمیان ۲۰۰ نفر برآورده شده‌است.